# Душан Меничанин
Душан Меничанин (Рујевац, 10. мај 1904 – Ново Место, 9. децембар 1944) био је командант 4. ударног батаљона Словеначког домобранства, српског порекла. Један од Србина одликован Гвозденим крстом.

## Биографија
Меничанин је рођен 10. маја 1904. године у српској породици у банијском селу Рујевац код Двора. Гимназију је завршио у Новом Месту, после чега одлази у пешадијску подофицирску школу и 1921. године постаје подофицир Југословенске војске.
У Другом светском рату је био командант Четвртог ударног батаљона Словеначког домобранства у Новом Месту. Погинуо је 9. децембра 1944. године у сукобу са партизанима код Новог Места.
Постхумно је 11. децембра 1944. године одликован Гвозденим крстом.

## Одликовања
- Сребрни крст за ратне заслуге (24. јул 1944)
- Бронзана значка за борбу против партизана (25. јул 1944)
- Витешки крст Гвозденог крста 2. реда (11. децембар 1944)

## Галерија
- Душан Меничанин (лево)
- Душан Меничанин са словеначким домобранима